# Bolesław Jus
Bolesław Kazimierz Jus (ur. 27 sierpnia 1900 w Końskiem, zm. 19 marca 1944 w Murnau) – kapitan piechoty Wojska Polskiego.

## Życiorys
Bolesław Kazimierz Jus rodził się 27 sierpnia 1900 w Końskiem. Był synem Karola Jusa (przed 1901 ekonom, około 1906 rządca w Dydni, przed 1914 prywatny oficjalista, zm. 1 stycznia 1918 w wieku 75 lat) i Magdaleny z domu Długosz (zm. 14 czerwca 1921 w wieku 65 lat). Miał siostrę Karolinę (tuż przed 1939 owdowiała, matka siedmiorga dzieci – pięciu synów i dwóch córek) oraz braci: Ludwika (ur. 1884), Augusta (ur. 1886), Józefa (ur. 1888), Konstantego (ur. 1889), Mieczysława (1893–1945), którzy także byli uczniami sanockiego gimnazjum. August był oficerem c. i k. armii, a Ludwik i Mieczysław również oficerami Wojska Polskiego. Uczęszczał do C. K. Gimnazjum w Sanoku, gdzie w roku szkolnym 1918/1919 ukończył VI klasę.
Po odzyskaniu przez Polskę niepodległości został przyjęty do Wojska Polskiego. Uczestniczył w wojnie polsko-bolszewickiej. Uczył się w Wielkopolskiej Szkole Podchorążych Piechoty w Bydgoszczy. Został awansowany do stopnia podporucznika piechoty ze starszeństwem z dniem 15 stycznia 1921. Został awansowany do stopnia porucznika piechoty ze starszeństwem z dniem 1 października 1922. Został przydzielony do 2 pułku Strzelców Podhalańskich w Sanoku, w którym objął stanowisko dowódcy plutonu. Jako oficer nadetatowy tej jednostki służył w Centralnej Szkole Podoficerów Zawodowych Piechoty Nr 2 w Grudziądzu od 1922 pełniąc funkcję instruktora w II batalionie szkolnym. Jako oficer sanockiego pułku od 1927 był przydzielony do Batalionu Podchorążych Rezerwy Piechoty Nr 10 w Gródku Jagiellońskim. W sierpniu 1931 został przeniesiony do 1 Morskiego batalionu strzelców w Wejherowie. W 1934 ponownie przydzielony do 2 pułku Strzelców Podhalańskich. 27 czerwca 1935 został awansowany na stopień kapitana piechoty ze starszeństwem z dniem 1 stycznia 1935. W sanockim pułku służył na stanowiskach dowódcy kompanii i adiutanta pułku od 1938 do 1939. 
Po wybuchu II wojny światowej w okresie trwającej kampanii wrześniowej 1939 sprawował stanowisko dowódcy kompanii gospodarczej. Odbył szlak bojowy swojego pułku. Został wzięty przez Niemców do niewoli. Był osadzony w Oflagu VII A Murnau (nr jeniecki 15113), gdzie zmarł 19 marca 1944 i został pochowany na miejscowym cmentarzu przy tamtejszym kościele św. Mikołaja.

## Życie prywatne
25 sierpnia 1925 w Sanoku poślubił Marię Hydzik (ur. 1906, wnuczka Pawła i córka Jana – farmaceuty i właściciela sklepu przy ul. 3 Maja 7 w Sanoku, zmarła w 1990). Ich dziećmi byli Alicja Jus (ur. 19 października 1928, po mężu Kowalska, zm. 8 stycznia 2021), Ryszard (ur. 1934), Jerzy Maria Jus (ur. 13 lipca 1938, zm. 22 stycznia 1996).

## Upamiętnienie
Podczas „Jubileuszowego Zjazdu Koleżeńskiego b. Wychowanków Gimnazjum Męskiego w Sanoku w 70-lecie pierwszej Matury” 21 czerwca 1958 jego nazwisko zostało wymienione w apelu poległych w obronie Ojczyzny w latach 1939-1945 oraz na ustanowionej w budynku gimnazjum tablicy pamiątkowej poświęconej poległym i pomordowanym absolwentom gimnazjum (wskazany w gronie Zginęli w wyniku działań wojennych).
W 1962 Bolesław Jus został upamiętniony wśród innych osób wymienionych na tablicy Mauzoleum Ofiar II Wojny Światowej na Cmentarzu Centralnym w Sanoku.